# Menzingen
Menzingen is een gemeente en plaats in het Zwitserse kanton Zug.
Menzingen telt 4.340 inwoners.

## Geboren
- Peter Hegglin (1960-), politicus

## Overleden
- Maria Paula Beck (1861-1908), onderwijzeres, maatschappelijk werkster en kloosterzuster
- Marie Gebhard Arnold (1921-2013), onderwijzeres, schrijfster en dichteres

## Niet te verwarren met
In de Duitse gemeente Kraichtal, deelstaat Baden-Württemberg, ligt ook een ongeveer 2.000 inwoners tellend dorp met de naam Menzingen.
- Historisch woordenboek van Zwitserland: 000790

Baar · Cham · Hünenberg · Menzingen · Neuheim · Oberägeri · Risch-Rotkreuz · Steinhausen · Unterägeri · Walchwil · Zug